# California State Route 480

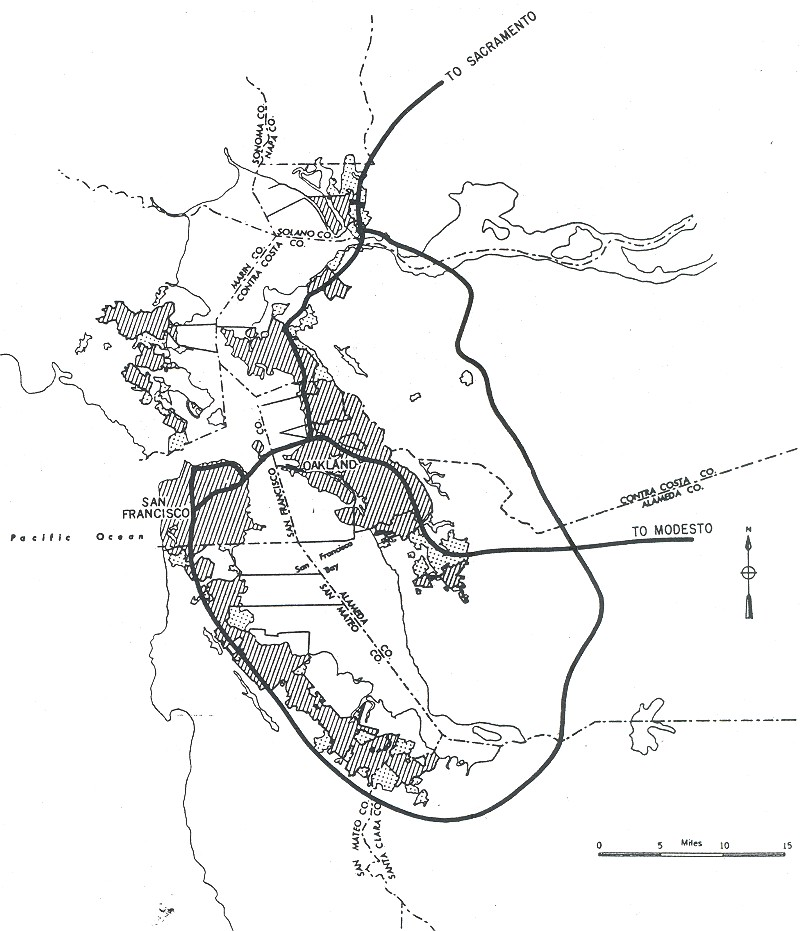
Karte von 1955 mit den geplanten Interstate Routes in der San Francisco Bay Area. I-480 wäre demnach entlang der Nordseite der Stadt verlaufen und I-280 südlich entlang der Halbinsel.

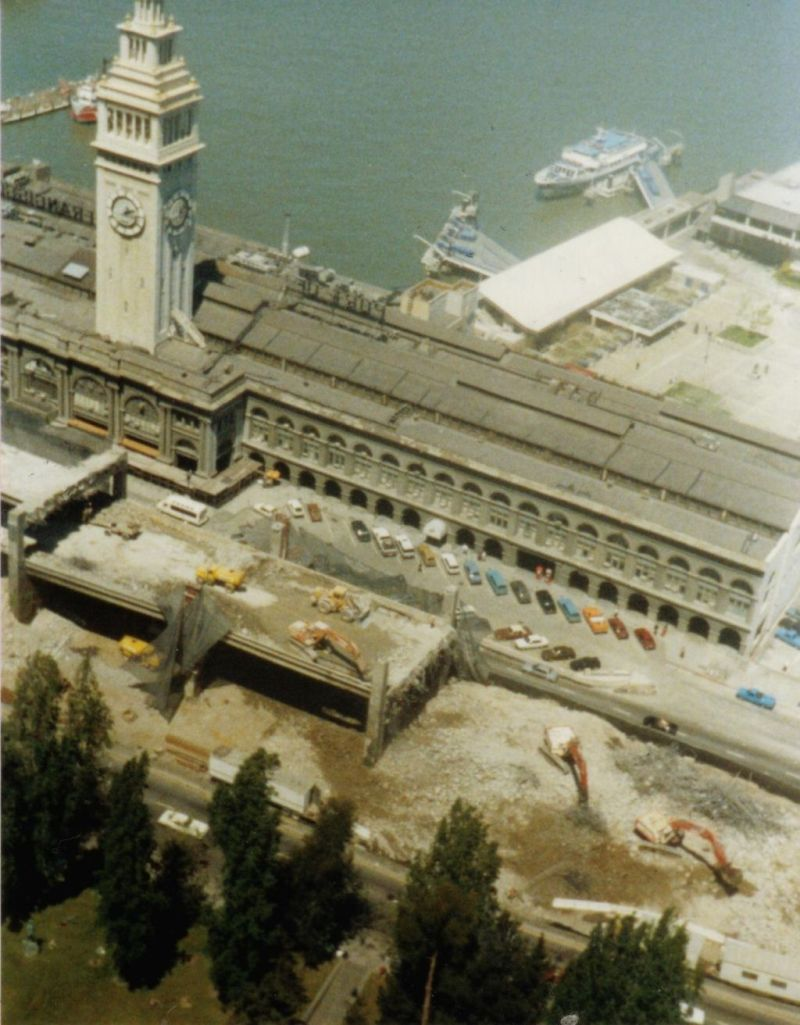
Abschnitt des Embarcadero Freeways vor dem Ferry Building nach dem Erdbeben

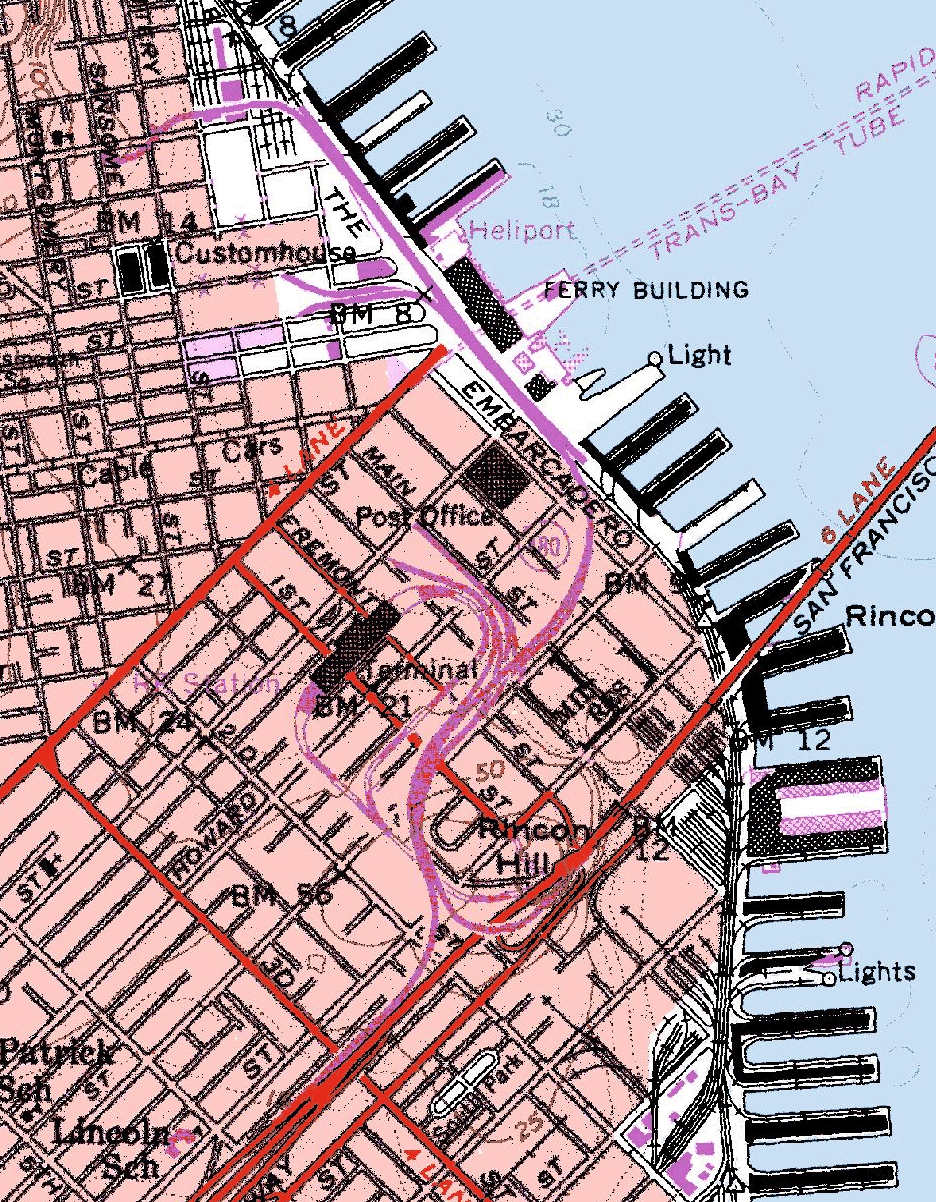
Karte des Embarcadero Freeway (violett)

California State Route 480, kurz CA 480, war als State Highway in San Francisco in Kalifornien vorgesehen, der aus dem erhöht gebauten, zweistöckigen Embarcadero Freeway (auch bekannt als Embarcadero Skyway), dem teilweise erhöhten Doyle Drive, der zur Golden Gate Bridge führt, und einem nicht gebauten Teilstück dazwischen bestand. Der Embarcadero Freeway wurde nach dem Loma-Prieta-Erdbeben abgerissen, der Doyle Drive ist heute Teil der U.S. Route 101.

## Geschichte
Das Fehlen eines vollständigen Freeway-Systems innerhalb San Franciscos wurde häufig bemängelt, nur zwei komplette Freeways verlaufen durch die Stadt: Interstate 80/US 101 von der Bay Bridge bis zur Stadtgrenze im Süden sowie Interstate 280 von 3rd Street in Richtung Daly City.
Als es in den 1960er Jahren populär war, große Freeways zu bauen, gab es zahlreiche Vorschläge und Pläne, San Francisco mit einem Netzwerk von Freeways auszustatten. Teil dieser Pläne war eine direkte Verbindung zwischen der Bay Bridge und der Golden Gate Bridge. Ein Teil dieses geplanten Freeways 480 sollte der zweigeschossige Embarcadero Freeway werden. Dieser verlief von der Bay Bridge bis zu einem Punkt kurz hinter Broadway. Um die Anbindung zu erreichen, hätte der Freeway im weiteren Verlauf jedoch durch einige enge Wohnviertel gebaut werden müssen.
Die California Highway Commission erarbeitete eine Reihe von Vorschlägen für den Verlauf des Freeways ab dem derzeitigen Ende des Embarcadero Freeway bis zur Golden Gate Bridge und präsentierte diese im März 1965. Nach einer öffentlichen Anhörung im darauf folgenden Monat wurde ein Vorschlag präferiert, bei dem der Freeway bis Fort Mason zwischen Bay Street und North Point Street verlaufen sollte. Von dort ginge es vorbei am Golden Gate Yacht Club, teilweise unter dem Meeresspiegel entlang der Küste von Marina Green und schließlich auf den Doyle Drive, der als Zubringer auf die Golden Gate Bridge fungiert.
Die Stadtplaner zeigten sich von diesen Plänen jedoch wenig begeistert und so schlug das San Francisco Board of Supervisors nach weiteren Anhörungen vor, Bay Street, North Point Street und Beach Street zu untertunneln und den so aufgeteilten Freeway in Höhe von Fort Mason wieder zusammenzuführen, von wo aus der Doyle Drive durch einen Tunnel unterhalb des Marina Boulevards zu erreichen gewesen wäre.
Diese Pläne, wie auch weitere Kompromissvorschläge, stießen jedoch alle auf Widerstand. Nachdem der Bevölkerung bewusst war, welche Auswirkungen ein Freeway hat, der mitten durch ein Wohnviertel verläuft, kam es ab 1956 zu den so genannten Freeway-Revolten. Diese Proteste setzten sich bis in die 1970er Jahre fort und bewirkten oft, dass geplante und begonnene Freeways nicht weitergebaut wurden.

## Niedergang
Das San Francisco Board of Supervisors schlug am 5. November 1985 vor, den Embarcadero Freeway abzureißen. Gegen diesen Vorschlag formierte sich jedoch Widerstand in der Bevölkerung, da der Freeway eine wichtige Verkehrsachse für Chinatown und Downtown darstellte. Zu jener Zeit wurde der Freeway auf Höhe des Ferry Buildings von rund 70.000 Fahrzeugen täglich genutzt; weitere 40.000 Fahrzeuge pro Tag benutzten angeschlossene Auf- und Abfahrten an Main Street und Beale Street.
Nach der Beschädigung des Embarcadero Freeways durch das Loma-Prieta-Erdbeben am 17. Oktober 1989 plante das California Department of Transportation daher, den zweigeschossigen Freeway zu reparieren und zu erhalten. Doch der damalige Bürgermeister Art Agnos konnte sich, nachdem er die Finanzierung sichergestellt hatte, mit seiner Idee durchsetzen, den Freeway durch einen Boulevard zu ersetzen. Agnos plante zudem eine Unterführung am Ferry Building und einen großen, offenen Platz vor dem Gebäude.
Am 27. Februar 1991 wurde mit dem Abriss des zwölf Meter hohen und 150.000 Tonnen schweren Embarcadero Freeways begonnen. Durch den Abriss wurde die Küste wieder mit der Stadt verbunden, was inzwischen als eine der besten Folgen des Erdbebens und eine der größten Errungenschaften von Agnos angesehen wird. Teilweise bedingt durch die verärgerten Händler und Wähler in Chinatown verlor er zwar 1992 seine Wiederwahl, doch Jahre später, am 16. Juni 2006, enthüllte der Port of San Francisco ein Denkmal und Agnos wurde für seine Vision und seinen Mut geehrt.
Heute ist der Embarcadero eine beliebte Ausgehmeile. Pier 39 etwas westlich des Ferry Buildings ist eines der zentralen Tourismusziele in der Stadt. Die berühmten San Francisco Cable Cars und die mit historischen Fahrzeugen verkehrende Straßenbahnlinie F Market & Wharves bringen Einheimische und Touristen an den Embarcadero.

## Filme
Der Freeway ist in einigen Filmen zu sehen, darunter Calahan, Der Superschnüffler (Freebie and the Bean, 1974), Bullitt, Crazy Family – Eine total verrückte Familie, Superman IV, Flucht in die Zukunft und Koyaanisqatsi, sowie in mehreren Fernseh-Shows wie Full House (in einigen Luftaufnahmen) und Die Straßen von San Francisco. In einer Einstellung am Anfang von Zodiac wurde der Freeway hinter einer Aufnahme des Ferry Building digital hinzugefügt.